# Uruleskia aurescens
Uruleskia aurescens är en tvåvingeart som beskrevs av Townsend 1934. Uruleskia aurescens ingår i släktet Uruleskia och familjen parasitflugor. Inga underarter finns listade i Catalogue of Life.